# Tristiridae
Los tristíridos (Tristiridae) son una familia de insectos ortópteros celíferos. Se distribuye por América y este de Asia.

## Géneros
Según Orthoptera Species File (31 mars 2010):
- Atacamacridinae Carbonell & A. Mesa, 1972
  -     - Atacamacris Carbonell & Mesa, 1972
- Tristirinae Rehn, 1906
  - Elasmoderini Cigliano, 1989
    - Elasmoderus Saussure, 1888
    - Enodisomacris Cigliano, 1989
    - Uretacris Liebermann, 1943

  - Tristirini Rehn, 1906
    - Bufonacris Walker, 1871
    - Circacris Ronderos & Cigliano, 1989
    - Crites Rehn, 1942
    - Incacris Rehn, 1942
    - Moluchacris Rehn, 1942
    - Pappacris Uvarov, 1940
    - Paracrites Rehn, 1942
    - Peplacris Rehn, 1942
    - Punacris Rehn, 1942
    - Tristira Brunner von Wattenwyl, 1900

  - Tropidostethini Giglio-Tos, 1898
    - Elysiacris Rehn, 1942
    - Eremopachys Brancsik, 1901
    - Tebacris Cigliano, 1989
    - Tropidostethus Philippi, 1863